# Guy Marchant
Pour les articles homonymes, voir Marchant.
Pour les articles ayant des titres homophones, voir Guy Marchand et Guy Marchamps.
Guy Marchant (dit Gui ou Guyot, en latin Guido Mercator) est un imprimeur français du XVIe siècle.
Installé à Paris entre 1483 et 1505-1506, Guy Marchant y fut reçu maître imprimeur après avoir été ordonné prêtre. Son neveu, Jean Marchant, lui succéda (1504-1516).
Comme première adresse, il ouvrit une échoppe au Champ gaillart situé derrière le Collège de Navarre. En 1493, il est rue Saint-Jacques à l'enseigne du Lilas (ad intersignium floris lilii). En 1499, son imprimerie déménage derrière le Collège de Boncourt, à l'enseigne du Beauregard (in Bellovisu) où son neveu, Jean, poursuivra son entreprise. Marchant utilisa différentes marques typographiques d'imprimeurs, l'une d'entre elles était un marteau de cordonnier accompagné de la devise Sola fides sufficit (C'est la foi seule qui suffit).
On lui attribue près de 190 incunables. Une douzaine d'ouvrages furent imprimés après 1500. La plupart des productions de Marchant sont de moyen format et portent sur des textes à caractère religieux, dont on peut distinguer cinq éditions de la Danse macabre, sept éditions du Compost et kalendrier des bergers et une édition du Calendrier des bergères.
Guy Marchant travailla longtemps au côté des imprimeurs Pierre et Guillaume Le Rouge (père et fils) installés également à Paris.